# Javier Cáceres Leal
Javier Enrique Cáceres Leal (Cartagena de Indias, 26 de enero de 1958) es un político colombiano miembro del Partido Cambio Radical, se desempeñó como senador de la República entre 1998 y 2010, cuando fue destituido e inhabilitado por presuntos vínculos con grupos paramilitares; en abril de 2012 la Corte Suprema de Justicia lo encontró culpable por parapolítica y lo condenó a 9 años de prisión.   En 2009 ocupó la presidencia de Senado.

## Biografía
Hijo de José Humberto Cáceres y doña Elvira Leal, una madre cabeza de hogar, trabajó como aseadora, sacó adelante a sus siete hijos. Cáceres fue monaguillo de las iglesias del centro de Cartagena, lustrabotas en Maicao, enrejador de ganado y boxeador en Turbo. “Durante año y medio recorrí el país buscando futuro en muchas partes, pero regresé a Cartagena para convertirme en guía turístico, oficio que heredé de mi padre, y para ayudarle a mi mamá con los gastos”.
Se graduó como técnico turístico del Servicio Nacional de Aprendizaje (SENA) y cursó estudios de francés, gestión pública y administración pública. Se desempeñó como guía turístico en Cartagena desde 1975 hasta 1985 y entre 1982 y 1988 fue presidente de la Confederación de Guías de Turismo de América Latina (C.G.T.A.L.).

### Trayectoria política
Inició su carrera política dentro del Partido Liberal, como concejal de Cartagena y diputado del departamento de Bolívar (1992-1997). 

#### Senador de la República (1998-2010)
Fue elegido senador en 1998, como representante de los sectores ajenos a la clase política tradicional bolivarense. En el Senado fue inicialmente investigador anticorrupción, lo que le ha valió varias veces el título de Mejor Senador del Año e hizo famosa su frase "¡Chuzo a los corruptos!". Fue Reelecto en el año 2002, fue uno de los fundadores del Polo Democrático Alternativo; del que se retiró te para formar parte de Partido Cambio Radical, partido con el que fue elegido nuevamente en marzo de 2006. 
En las elecciones legislativas de Colombia de 1998, Cáceres Leal fue elegido senador de la república de Colombia con un total de 41.527 votos. Posteriormente ha sido reelecto tres veces en las elecciones legislativas de Colombia de 2002, 2006 y 2010 con un total de 66.179, 38.464 y 83.885 votos respectivamente.
El legado legislativo de Javier Enrique Cáceres Leal se identificó por su participación en las siguientes iniciativas desde el congreso:

- Reglamenta el tránsito de vehículos de tracción animal en sectores urbanos.[4]
- Reconocer el derecho a la actualización de la primera mesada pensional.[5]
- Reforman los artículos 112, 171, 176, 299, 312 y 190 de la Constitución Política de Colombia.[6]
- Prohibir la prestación del servicio público de vehículos de tracción animal (Retirado).[7]
- Fortalecer el ejercicio del control fiscal de la Auditoría General de la República y de las contralorías territoriales (Archivado).[8]
- Establecer condiciones para la contratación de acciones de promoción y prevención por la Red Pública.[9]
- Modificar los Decretos Legislativos 128 de 2010 y 131 de 2010 en materia del Plan Obligatorio de Salud.[10]
- Modificar el plazo que tienen los deudores de los programas PRAN Cafetero, PRAN Alivio Deuda Cafetera y PRAN Arrocero (Archivado).[11]
- Homenajear a Alejo Durán y autorizar la creación de una escultura, un museo, un escenario cultural y una fundación con su nombre (Archivado).[12]
- Emisión de la estampilla Institución Universitaria Bellas Artes y Ciencias de Bolívar - 120 años aportando cultura a la educación (Archivado).[13]

### Destitución y condena
El 14 de septiembre del 2010, fue arrestado dentro del proceso de Investigaciones por Parapolítica. La orden de captura fue emitida por la Corte Suprema de Justicia de Colombia dentro la investigación por el delito de "concierto para delinquir agravado" por aparentes vínculos con, el exjefe de la Autodefensas, Salvatore Mancuso y los grupos paramilitares del sur de Bolívar. El 11 de abril de 2012 la Corte Suprema de Justicia lo encontró culpable de los hechos que se le imputaban y, en consecuencia, lo condenó a 9 años de prisión y a pagar una multa 6.000 millones de pesos (US$ 3.378.000, aproximadamente).
| Predecesor: Hernán Andrade | Presidente del Senado de la República de Colombia 20 de julio de 2009 - 26 de octubre de 2010 | Sucesor: Armando Benedetti |